# Свети цар Борис (Пловдив)
Вижте пояснителната страница за други значения на Свети цар Борис.
„Свети цар Борис–Михаил“ е източноправославна църква в Пловдив, част от Пловдивската епархия на Българската православна църква.

## История
Храмът е устроен на втория етаж в южното крило на Зографското подворие в Пловдив, построено в 1931 - 1935 година. Осветен е заедно с Подворието на 20 декември 1936 година.

## Архитектура
Църквата е малък, еднокорабен храм с притвор, който е широко отворен към наоса. На изток има три силно издадени навън апсиди. Между източното и южното крило има арка, предвидена за звънарница. Таванът на наоса е плосък и е свързан с изписан холкел.
Иконостасът на храма, както и владишкият трон са изработени в 1936 - 1937 година от Коста Филипов, дебърски майстор от рода Филипови.
Иконостасните икони са изписани в началото на XX век от монаси от светогорския манастир „Свети Пантелеймон“. Те изработват и патронната икона на Свети цар Борис-Михаил, на която той е в монашески одежди. Вдясно от иконостаса има копие на смятаната за чудотворна Фануилска икона, изобразяваща Свети Георги Победоносец Зограф, дело на Цанко Лавренов от 1936 година. На облегалката на владишкия трон са изписани „Иисус Христос Велик архиерей“ и „Св. св. Кирил и Методий“. Върху кивот отстрани е светогорската икона „Света Богородица Одигитрия“, заобиколена от светци, изписана в 1832 година. В притвора на храма има йерусалимия, рисувана в началото на XIX век. На стените има щампи от края на XIX и началото на XX век, изобразяващи Йерусалим, Палестина, Света гора и Зографския манастир.